# Šentjurij v Labotski dolini
Šentjurij v Labotski dolini (nemško St. Georgen im Lavanttal) je naselje v Občini Šentjurij v Labotski dolini v Okraju Volšperk na Koroškem v Avstriji.